# Вулиця Томаша Масарика (Львів)
Вулиця То́маша Маса́рика — вулиця в Шевченківському районі міста Львова, у місцевості Клепарів. Пролягає від міжбудинкового проїзду біля будинку № 5 на вулиці Липинського (на деяких мапах цей проїзд позначений як вулиця Гранична або вулиця Плетенецького) до вулиці Петра Панча.
Прилучаються вулиці Сосюри, Пожежників, Струмок, Кошиця.

## Історія
Вулиця виникла в першій третині XX століття, первісно мала назву Йорданська бічна, у 1931 році отримала офіційну назву вулиця Миколи Лисенка, на честь українського композитора Миколи Лисенка; обидві назви деякий час вживалися паралельно. За радянських часів, у 1950 році вулицю перейменували на вулицю Левітана, на честь російського художника Ісаака Левітана. Сучасну назву вулиця отримала у 1993 році, на честь Томаша Масарика, президента Чехословацької республіки.

## Забудова
Вулиця Масарика частково зберегла малоповерхову забудову 1930-х років у стилі конструктивізму, проте переважають, особливо на парному боці вулиці, дев'яти- та чотирнадцятиповерхові житлові будинки, зведені за типовими проєктами у 1970—1980-х роках.

## Установи та заклади
- кафе «Вертеп» (№ 3);

Пам'ятник-барельєф першому президентові Чехословаччини Томашу Гаррігу Масарику

- Заклад дошкільної освіти № 167 (№ 7);
- Львівська середня загальноосвітня школа I—III ступенів № 43 (№ 9).

## Пам'ятники
Пам'ятник-барельєф першому президентові Чехословаччини Томашу Гаррігу Масарику встановлений на подвір'ї львівської середньої загальноосвітньої школи I—III ступенів № 43, що на вул. Масарика, 9.

## Відомі мешканці
В будинку під № 3 мешкала українська мовознавиця, політична та громадська діячка, доктор філологічних наук Ірина Фаріон. Саме неподалік цього будинку увечері 19 липня 2024 року Ірина Фаріон була смертельно поранена. 27 серпня 2024 року на фасаді будинку, де мешкала мовознавиця відкрили меморіальну таблицю.